# Sony VAIO P серия
Sony VAIO P серия — торговая марка субноутбуков фирмы Sony.

## История
В сентябре 2008 года старший вице-президент отдела информационных технологий Sony Maйк Эбери на мероприятии в Нью-Йорке подтвердил намерение компании выйти на рынок нетбуков/субноутбуков. Первым опытом Sony в производстве и продажах миниатюрных ноутбуков является серия UX, которая была рассчитана, однако, на гораздо более ограниченную аудиторию, поскольку обладала экраном 4.5” и нетрадиционным для ноутбука дизайном с раздвижной клавиатурой.
В начале 2009 года стало известно название планируемой серии — Vaio P, от английского слова pocket, что означает «карман». Уже в декабре 2009 года появились первые данные о новом ноутбуке, который компания Sony начала рекламировать на официальном японском сайте как революционный. В это время новая модель проходила сертификацию в FCC (Федеральной комиссии по связи США), и данных о новинке было крайне мало.
Сообщался индекс модели — PCG-1P1L/PCG-1P2L, ориентировочные габариты — ширина 22 сантиметра, глубина — 11 сантиметров, а также наличие 3G-модуля и предустановленная ОС Windows. К концу месяца в сети Интернет появилась информация о технических характеристиках нового нетбука, которая на тот момент выглядела так:
- процессор 1.33 GHz Intel (вероятно, Atom)
- 8-дюймовый экран с разрешением 1600×768 пикселей
- жёсткий диск 60GB или твердотельный накопитель 128GB
- Microsoft Windows Vista Home Premium (32-bit).

Таким образом, революционность новой модели заключалась в высоком разрешении совсем небольшого экрана, в то время, как ни одно устройство с дисплеем менее 12.1” ранее не поддерживало такое разрешение.
В январе 2009 года на выставке CES (Consumer Electronics Show) 2009 компания Sony подтвердила слухи, официально представив новый ноутбук VAIO P Series Lifestyle PC, обозначив его как одно из самых лёгких портативных решений на рынке. Вес новинки составил 640 граммов со стандартным аккумулятором.
Официальные данные о характеристиках подтвердили и дополнили слухи: процессор Intel Atom Z530 с частотой 1.33Ghz, 2GB оперативной памяти, HDD 60GB либо SSD-накопитель объёмом 64/128GB, Bluetooth, Wi-Fi, 3G, GPS, веб-камера, предустановленная ОС Windows Vista (32-разрядная версия), время работы на стандартной 3-ячеечной батарее до 4 часов, на 6-ячеечном аккумуляторе расширенной ёмкости — до 8 часов. Дополнительный аккумулятор предлагался по цене около 130 долларов.
Начало продаж было запланировано на конец января 2009 года, начальная цена нетбука составила от 900 долларов за модель с HDD до 1500 долларов за модель с SSD 128GB. Приобрести модель с SSD 64GB можно было за 1250 долларов. Покупателям были предложены 5 вариантов расцветок: garnet red, emerald green, onyx black, crystal white и classic black.
Первыми моделями в США стали VGN-P530H /G/W/Q/R, VGN-P588E/ Q/R, VGN-P598E/Q; в Японии VGN-P70 и VGN-P90, в Великобритании VGN-P11Z /G/Q/W/R и P19WN/G.
Уже весной 2009 года стало известно, что в разработке у компании Sony находится новая, 700 серия нетбука Vaio P. Сообщались индексы VGN-P710T/B, VGN-P710T/R, VGN-P710T/G, VGN-P710T/W, VGN-P730A/Q, VGN-P730T/Q.
В мае 2010 года появились данные о ноутбуке серии P премиум-класса — эксклюзивном устройстве с отделкой из крокодиловой кожи, на базе процессора Intel Atom Z560, с флеш-накопителем SSD 256GB, со встроенным модулем GPS и магнитным компасом. Цена планируемой новинки не сообщалась, однако были данные о том, что эксклюзивный Vaio P будет продаваться только в Японии.
В июне 2010 года в продажу поступила обновлённая линейка Sony Vaio P. Её особенностями являются: новый дизайн корпуса и клавиатуры, исключительно твердотельный флеш-накопитель в качестве жёсткого диска, встроенная WWAN, цифровой компас и акселерометр, модуль 3G или WiMax, операционная система только Windows 7. Новые модели оснащены тачпадом; также появилась кнопка быстрого изменения разрешения. Кроме того, в качестве основного аккумулятора теперь используется 2-ячеечная батарея VGP-BPS23 с большей ёмкостью (2500mAh), обеспечивающая по сравнению с прежней стандартной батареей (2100mAh) большее время работы — до 5 часов в автономном режиме.
В моделях VPC-P11Z9E/B (Европа) и VPC-P11Z9R/B (Россия) впервые был использован процессор Intel Atom Z560GB с тактовой частотой 2.13 GHz.
Цена модели 2010 года базовой конфигурации начинается от 800 долларов.
Ноутбуки Vaio P фактически не являются нетбуками, но своему появлению обязаны именно этому типу субноутбуков, причём по своим характеристикам во многом превосходят нетбуки. Они позиционируются как ультрапортативные ноутбуки для людей, нуждающихся в постоянном мобильном спутнике для различного рода презентаций, совещаний, многочисленных поездок и непрерывном нахождении онлайн. Именно такого рода задачи призваны разрешить скромные габариты устройства, наличие модулей беспроводной связи WiFi, Bluetooth, слота для SIM-карты и предустановленное программное обеспечение, поддерживающее связь по GPRS/EDGE.
Продажи данных субноутбуков осуществляются в средней ценовой категории: от 900 до 1500 долларов США. Целью компании при разработке портативного устройства было создание по-настоящему карманного, относительно недорогого ноутбука.
Серия Sony Vaio P включает в себя более 130 моделей. Точное количество определить достаточно сложно ввиду того, что компания предоставляет в отдельных странах (например, Япония) возможность индивидуального конфигурирования CTO (configure-to-order). Покупателям предоставляется право выбрать один из нескольких предложенных процессоров, HDD или SSD разных объёмов, наличие/отсутствие Bluetooth-модуля, модема 3G, WiMax, аккумулятор стандартной или расширенной ёмкости, операционную систему, цвет корпуса. Таким образом, число модификаций определяется вариантами выбранных технических параметров, а также цветом модели, который обозначается в маркировке последней буквой после слэша:
- Q (onyx black) чёрный;
- B (classic black) чёрный;
- G (emerald green или neon green) темно-зелёный или ярко-зелёный;
- W (crystal white или icy white) белый;
- J (Frozen Crystal) белый (в модели VGN-P35GK/J)
- R (garnet red) красный;
- N (pyrite gold) золотистый;
- D (electric orange) ярко-оранжевый;
- P (hot pink) ярко-розовый.

Список моделей в серии P.
- SONY VAIO VGN-P11Z /G/Q/R/W
- SONY VAIO VGN-P13GH/Q/W
- SONY VAIO VGN-P13H/Q/W
- SONY VAIO VGN-P13TH/Q/W
- SONY VAIO VGN-P15G/G/Q/R/W
- SONY VAIO VGN-P15T/G/Q/R/W
- SONY VAIO VGN-P17H/G/Q/R
- SONY VAIO VGN-P19VN/Q
- SONY VAIO VGN-P19VRN/Q
- SONY VAIO VGN-P19WN/Q
- SONY VAIO VGN-P21S/W
- SONY VAIO VGN-P23G/G/Q/R/W
- SONY VAIO VGN-P23T/Q/W
- SONY VAIO VGN-P25G/G/N/Q/R/W
- SONY VAIO VGN-P25T/G/N/Q/R/W
- SONY VAIO VGN-P31ZK/Q/R
- SONY VAIO VGN-P33GK/Q/R/W
- SONY VAIO VGN-P35GK/G/J/N/Q/R/W
- SONY VAIO VGN-P39VL/Q
- SONY VAIO VGN-P45GK/N/P/Q/R/W
- SONY VAIO VGN-P50/G/R/W
- SONY VAIO VGN-P530CH/G/Q/R/W
- SONY VAIO VGN-P530H/G/Q/R/W
- SONY VAIO VGN-P530N/G/Q/R/W
- SONY VAIO VGN-P588E/Q/R
- SONY VAIO VGN-P598E/Q
- SONY VAIO VGN-P610/Q/R/W
- SONY VAIO VGN-P61S
- SONY VAIO VGN-P688E/G/N/Q/R/W
- SONY VAIO VGN-P699E/Q
- SONY VAIO VGN-P70H/G/R/W
- SONY VAIO VGN-P720DN
- SONY VAIO VGN-P720K/Q/R
- SONY VAIO VGN-P72K/W
- SONY VAIO VGN-P788K/G/N/Q/R
- SONY VAIO VGN-P799L/Q
- SONY VAIO VGN-P80H/W
- SONY VAIO VGN-P90HS
- SONY VAIO VGN-P90NS
- SONY VAIO VGN-P90S
- SONY VAIO VGN-P91HS
- SONY VAIO VGN-P91NS
- SONY VAIO VGN-P91S
- SONY VAIO VGN-P92KS
- SONY VAIO VGN-P92LS
- SONY VAIO VGN-P92VS
- SONY VAIO VPC-P113KX/B/D/G/P/W
- SONY VAIO VPC-P118KX/B/G
- SONY VAIO VPC-P119KJ/D/P/W
- SONY VAIO VPC-P11S1E/B/D/G/P/W
- SONY VAIO VPC-P11S1R/B/D/G/P/W
- SONY VAIO VPC-P11Z9E/B
- SONY VAIO VPC-P11Z9R/B

В данный момент (июнь 2010 года) в действующую производственную программу входят модели SONY VAIO VPC-P113KX, SONY VAIO VPC-P118KX (США), SONY VAIO VPC-P119KJ (Япония), SONY VAIO VPC-P11S1E, SONY VAIO VPC-P11Z9E (Европа), SONY VAIO VPC-P11S1R, SONY VAIO VPC-P11Z9R (Россия, СНГ).
Отличительные черты серии.
Субноутбук Vaio P позиционировался как революционное устройство, и вполне оправдал ожидания потребителя. К его основным отличительным чертам, присущим всем моделям в линейке, относятся:
- малые размеры (ширина 243.8 мм, глубина 119.4 мм, высота 19.3мм) и вес (около 600 граммов);
- экран 8 дюймов по диагонали с разрешением 1600×768. По части экрана субноутбук Vaio P стал первым в истории устройством с диагональю ровно 8 дюймов, и первым ноутбуком, поддерживающим такое высокое разрешение при столь малых размерах дисплея);
- одноядерный процессор Intel Atom с размером КЭШа второго уровня 512 KB;
- чипсет Intel® System Controller Hub US15W (US15X в некоторых моделях 2010 года);
- встроенный графический адаптер Mobile Intel® Graphics Media Accelerator 500;
- один слот и модуль оперативной памяти (1 или 2 GB), не подлежащей расширению;
- Integrated Stereo A2DP Bluetooth Technology (2.1 + EDR) за исключением моделей CTO, где есть возможность отказаться от наличия модуля;
- встроенная цифровая камера MOTION EYE® 0.3 Мегапикселя, максимальное разрешение 640x480;
- встроенные стереофонические динамики и монофонический микрофон;
- 32-разрядная операционная система;
- отдельная оболочка XrossMediaBar для доступа к мультимедийным функциям.

Для отдельных моделей:
- встроенная Wireless WAN;
- цифровой компас;
- акселерометр;
- Everywair 3G или WiMAX (встроенный 3G-модем встречается преимущественно в европейских и российских моделях).

## Технические характеристики

### Процессоры
Все модели субноутбуков Sony Vaio P оснащены одноядерным процессорами Intel Atom c КЭШем второго уровня 512 KB с тактовой частотой от 1.33 GHz до 2.13 GHz:
- Intel® Atom Z520 1.33 GHz L2Cache 512KB
- Intel® Atom Z530 1.6 GHz L2Cache 512KB
- Intel® Atom Z540 1.86 GHz L2Cache 512KB
- Intel® Atom Z550 2.0 GHz L2Cache 512KB
- Intel® Atom Z560 2.13 GHz L2Cache 512KB

### Оперативная память
В ультрапортативных ноутбуках Vaio P имеется один слот для модуля оперативной памяти. Материнская плата устройства поддерживает до 2GB RAM максимум.
Варианты комплектации ОЗУ:
- 1x1024Mb DDR2 SDRAM 533 MHz
- 1x2048Mb DDR2 SDRAM 533 MHz

Оперативная память не является расширяемой.

### Видеокарта
Все субноутбуки Vaio P оснащены встроенным графическим адаптером Mobile Intel® Graphics Media Accelerator 500, обеспечивающим до 760MB доступной графической памяти. Производитель уточняет, что фактический объём видеопамяти зависит от условий эксплуатации, версии драйвера устройства и размера системной памяти.

### Экран
Все модели Vaio P оборудованы глянцевым экраном VAIO Display Plus вида разрешения UWXGA. Тип экрана — X-black LCD с LED технологией, размер по диагонали — ровно 8 дюймов, разрешение 1600 x 768 пикселей.

### Жёсткий диск
Младшие модели субноутбуков Vaio P оснащены жёсткими дисками 1,8” HDD Ultra ATA/100 ёмкостью до 80GB со скоростью вращения шпинделя 4200 оборотов в минуту, старшие модели, они же и более дорогие, оборудованы твердотельными флеш-накопителями до 256GB, подключаемыми через интерфейс SATA или PATA.
Варианты комплектации:
- 60 GB HDD 4200rpm PATA
- 80 GB HDD 4200rpm PATA
- 64 GB SSD SATA
- 64 GB SSD PATA
- 128 GB SSD SATA
- 256 GB SSD SATA

### Оптический привод
Оптический привод в линейке Vaio P не предусмотрен ввиду малых размеров устройства.

### Аудио
Аудиосистема — Intel® High Definition Audio. Субноутбуки серии P оборудованы двумя стереофоническими динамиками и монофоническим микрофоном. Также имеется выход для наушников. Подавление шумов присутствует, в комплект некоторых моделей входят наушники с шумоподавлением.

### Сеть
Тип проводного соединения — Ethernet 10 BASE-T/100 BASE-TX/1000 BASE-T (прямой порт RJ-45).
Беспроводные соединения
- Wireless LAN (беспроводная локальная сеть) стандартов 802.11 b/g (российские модели) или 802.11b/g/Draft n.
- Bluetooth (2.1 + EDR). Максимальный радиус действия 10 м, максимальная скорость передачи данных 2,1 Мбит/с.
- Встроенная Everywair Wireless WAN Qualcomm Gobi 2000 7.2Mbps (HSDPA/HSUPA, UMTS, EDGE, GPRS), максимальная скорость приёма данных 7,2 Мбит/с, максимальная скорость передачи данных 2 Мбит/с. (не во всех моделях)
- Everywair 3G или WiMAX (для моделей со встроенной WWAN)
- GPS-модуль
- Цифровой компас (не во всех моделях)

### Интерфейсы
- 2x USB 2.0 Тип A
- 1х аудио выход (для наушников)
- 1х разъём питания
- 1х порт ввода-вывода (для адаптера дисплея/локальной сети)
- 1х выход VGA (на адаптере дисплея/локальной сети)
- 1х RJ-45 (на адаптере дисплея/локальной сети)
- 1х разъём для sim-карты (для моделей со встроенной WWAN)

Интерфейсы для карт памяти
- 1x слот для карты памяти: Memory Stick™ Duo, Memory Stick™ PRO Duo
- 1х слот для карты SD

### Цифровая камера
Все модели ультрапортативных ноутбуков Sony Vaio P оснащены встроенной цифровой камерой MOTION EYE®, максимальное разрешение 640x480, 0.3Mpx.

### Батарея
Стандартная батарея Lithium-ion VGP-BPS15/B/S 2-cell (7.4v 2100 mAh) обеспечивает от 2 до 4.5 часов автономной работы, в зависимости от настроек ПО, использования ноутбука и конкретной модели устройства. Батарея расширенной ёмкости VGP-BPL15/B/S 4-cell (7.4v 4200 mAh) (в стандартной комплектации у нескольких моделей, либо приобретается отдельно) обеспечивает до 8 часов работы. Кроме того, в моделях 2010 года используются 2-сегментные аккумуляторы VGP-BPS23 ёмкостью 2500mAh, позволяющие до 5.5 часов работать в автономном режиме.

### Клавиатура
Рабочая поверхность алфавитно-цифровых клавиш 13х13 мм, клавиши прямоугольные, отделённые друг от друга, выступают над поверхностью клавиатуры; их размер составляет 72 % от размера клавиш стандартной настольной клавиатуры. Количество клавиш — 82шт., шаг 16.5 мм, ход 1.2 мм.

### Тачпад
В моделях 2009 года тачпад заменён трек-пойнтом (джойстиком), располагающимся посредине клавиатуры. В моделях 2010 года помимо джойстика, появился тачпад, встроенный в рамку экрана.

### Физические параметры
- Габариты: Ширина 243.8 мм, глубина 119.4 мм, высота 19.3мм
- Вес: Со стандартной батареей от 549 до 680 граммов, в зависимости от комплектации.

### Технологии
- Процессор: улучшенная технология Intel SpeedStep®
- Экран: LED-технология, технология X-black
- Intel Virtualization Technology (выключена)
- Технология VAIO "everywair”
- Integrated Stereo A2DP Bluetooth Technology
- InstantON technology
- G-Sensor HDD Shock Protection
- Технология автоматического управления освещением

### Операционные системы
Операционные системы во всех ноутбуках Vaio P предустановлены 32-разрядные.
Варианты предустановленных ОС
- Windows® 7 Professional
- Windows® 7 Home Premium
- Windows XP Home Edition
- Windows® Vista Home Basic
- Windows® Vista Business
- Windows® Vista Home Premium

С предустановленной ОС Windows® 7 выпускаются все модели Vaio P с октября 2009 года.
Без загрузки операционной системы можно запустить оболочку XrossMediaBar (на основе Linux) для работы с мультимедийными приложениями и быстрого выхода в Интернет.

### Программное обеспечение
| Аудио                                     | Windows Media Player 11, в моделях 2010 года MusicStation |
| Видео, фото и ТВ                          | Google Picasa, WinDVD 8.0 for VAIO, в моделях 2010 года PMB VAIO Edition |
| Домашняя сеть                             | VAIO Media Plus |
| Приложения Office                         | Adobe® Reader® 8.1, Adobe® Standard 8, Microsoft® Office Ready 2007 (на 60 дней, испытай и купи), в моделях 2010 года Adobe® Reader® 9, Internet Explorer 8, Windows Live Essentials |
| Безопасность                              | McAfee Internet Security Suite (с бесплатным обновлением на 60 дней),, в моделях 2010 года также пробная версия программы Norton Online BackUp                                       |
| Утилиты                                   | VAIO Recovery Utility 2.6 — восст. жёсткого диска (скрытый раздел), в моделях 2010 года VAIO Transfer Support, VAIO Update, VAIO Smart network                                       |
| Портал решений (в моделях 2010 года)      | VAIO Gate |
| Инструменты от Sony (в моделях 2010 года) | Использование клавиатуры дистанционного управления и функции Remote Play для PlayStation 3                                                                                           |
| Прочее                                    | VAIO Care (в моделях 2010 года) |

#### Проблемы с ПО
Ввиду скромных технических параметров (в частности, процессора и нерасширяемой оперативной памяти), ОС Windows Vista работает довольно медленно. В данном случае пользователь ноутбука Vaio P сталкивается с широко известной проблемой — bloatware ПО от Sony. Например, McAfee по многочисленным отзывам пользователей, не позволяет работать с должной скоростью. Поэтому зачастую работа с Vaio P начинается с удаления предустановленных программ и даунгрейда до Windows XP, в свою очередь сопровождающегося сложностями с поиском и установкой драйверов.
Кроме того, существует проблема с SIM-картами: быстро начать работать можно с SIM-картами МТС, а для прочих карт требуется ручная настройка.
Технология Intel Virtualization поддерживается не во всех ноутбуках Vaio P, а если поддерживается, то изначально выключена. Производитель уточняет, что её доступность зависит от центрального процессора. Таким образом, если вкладка Advanced в окне настройки BIOS не отображается, либо невозможно выбрать Intel VT, то технология на конкретной модели P недоступна.

### Дизайн
Корпус ноутбука Vaio P изготовлен из пластмассы; для большей прочности каркас выполнен из магниевого сплава. Углы сглажены, поверхность ультрапортативного устройства глянцевая. С одной стороны, глянец вызывает нарекания, как чрезмерно маркий, с другой — сглаженные углы и лакированная поверхность наилучшим образом отвечают предназначению субноутбука как «карманного» устройства, легко входящего в карман и не цепляющегося за одежду.
С момента выпуска серии выбор вариантов расцветки был таким: classic black, onyx black (чёрные), emerald green (изумрудно-зелёный), garnet red (красный), crystal white (белый). Позднее появились модели в цвете pyrite gold (золотистый). Для новых моделей с июня 2010 года доступны революционные новые расцветки: neon green (ярко-зелёный), hot pink (ярко-розовый), electric orange (ярко-оранжевый) и icy white (белоснежный). Крышка субноутбука украшена фирменным логотипом Vaio, кроме того, логотип есть и под клавиатурой.
Клавиатура Vaio P 2009 года выпуска и её подложка изготовлены из серебристого пластика. Что касается моделей 2010 года, клавиатура выполнена в том же цвете, что и корпус. Посреди клавиатуры располагается трек-пойнт (тензометрический джойстик). Модели 2010 года оснащены тачпадом, элементы которого встроены в рамку вокруг экрана: в правой части располагается сенсорная панель, в левой — клавиши, выполняющие функции кнопок мыши.
На внутренней части корпуса и дисплее есть специальные ножки для предотвращения порчи экрана при соприкосновении с клавиатурой.
Детальное устройство ноутбука Vaio P, включая специальные кнопки, интерфейсы, переключатели и индикаторы, изображено на рис.

### Стандартный комплект поставки
- Ноутбук Vaio P
- Документация
- Основной аккумулятор
- Адаптер переменного тока
- Адаптер дисплея/локальной сети
- Запасные колпачки для тензометрического джойстика
- Кабель питания
- Кабель с ремешком